# Rio São Miguel
O rio São Miguel é um curso de água que banha o estado de Alagoas. Esse rio passa pelo município de São Miguel dos Campos.

## Percurso
O rio nasce no município de Mar Vermelho, passando por Tanque d'Arca, Anadia, São Miguel dos Campos, Roteiro e desagua em Barra de São Miguel no oceano Atlântico. Foi o primeiro rio a ser descoberto pelos portugueses no Brasil.